# Circolo Pattinatori Grosseto 1975
Questa voce raccoglie le informazioni riguardanti il Circolo Pattinatori Grosseto nelle competizioni ufficiali della stagione 1975.

## Maglie e sponsor
Lo sponsor ufficiale per la stagione 1975 fu l'Industria Fimet.
| 1ª divisa |

## Rosa
| N° | Naz.                 | Ruolo | Sportivo           |  |  |  |
| -- | -------------------- | ----- | ------------------ |  |  |  |
| ?  | Italia (bandiera)    | E     | Allegro            |  |  |  |
| ?  | Italia (bandiera)    | P     | Bruno Bigazzi      |  |  |  |
| ?  | Italia (bandiera)    | E     | Bocucci            |  |  |  |
| ?  | Italia (bandiera)    | E     | Colombini          |  |  |  |
| ?  | Italia (bandiera)    | E     | Giancarlo Fantozzi |  |  |  |
| ?  | Italia (bandiera)    | E     | Gabellieri         |  |  |  |
| ?  | Argentina (bandiera) | E     | Raul Martinazzo    |  |  |  |
| ?  | Italia (bandiera)    | E     | Sergio Palmieri    |  |  |  |
| ?  | Italia (bandiera)    | E     | Riccardo Pardini   |  |  |  |

- Allenatore: ?